# Resistenza veneta
La Resistenza veneta ebbe inizio ufficialmente dopo l'Armistizio di Cassibile, come componente veneta del movimento nazionale, e terminò con la fine della seconda guerra mondiale.

## Storia
Il rettore dell'Università di Padova, Concetto Marchesi all'apertura dell'anno accademico aveva lanciato il suo appello ai giovani perché si opponessero agli occupanti tedeschi e ai fascisti loro dipendenti. Anche questo fu un momento importante per l'inizio di quello che sarà un movimento non solo di intellettuali, ma anche di popolo.
In ogni provincia del Veneto verrà fondato il CLN provinciale, collegato a quello regionale che aveva sede nel Palazzo del Bo a Padova, tant'è che l'Università di Padova sarà insignita di medaglia d'oro al valor militare, e successivamente trasferito a Venezia.
Il CLN regionale nasce nel settembre 1943 per opera di Concetto Marchesi, Egidio Meneghetti e Silvio Trentin rientrato dall'esilio francese.

## Formazioni combattenti
- Nucleo partigiano "Luigi Boscarin"/"Tino Ferdiani"
- Divisione Alpina Monte Ortigara
- Gruppo Brigate Vittorio Veneto
- Brigata partigiana Martiri di Mirano
- Brigata Garibaldina Antonio Gramsci (Feltre)
- Divisione Nino Nannetti
- Brigata Damiano Chiesa
- Brigata Garibaldi "Wladimiro Paoli"

## Persone legate alla resistenza veneta
- Luigi Agosti
- Tina Anselmi
- Giulio Bedeschi
- Antonio Bietolini
- Giovanbattista Bitto
- Norberto Bobbio
- Giulio Nascimbeni
- Paride Brunetti
- Aldo Damo
- Giuseppe Faè
- Ezio Franceschini
- Ettore Gallo
- Luigi Gui
- Jerzi Sas Kulczycki
- Luigi Meneghello
- Tina Merlin
- Gentile Mondin[1]
- Augusto Murer
- Giovanni Nervo
- Ettore Pancini
- Goffredo Parise
- Bortolo Manlio Pat
- Neri Pozza
- Giovanni Ponti
- Luciano Rigo[2]
- Ester Riposi
- Attilio Rizzo
- Mariano Rumor
- Francesco Sabatucci
- Domenico Sartor
- Gino Sartor
- Aldo Stella
- Bruno Trentin
- Silvio Trentin
- Primo Visentin
- Andrea Zanzotto

## Onorificenze
- Bassano del Grappa e monte Grappa

- Belluno

- Vicenza

- Treviso

- Vittorio Veneto

- Verona

- Università di Padova

Altre città sono state decorate di medaglia d'argento di bronzo o della croce di guerra

### Decorati
- Rinaldo Arnaldi
- Germano Baron
- Bruno Brandellero
- Luigi Cappello
- Giovanni Carli
- Antonio Ceron
- Giacomo Chilesotti
- Gian Attilio Dalla Bona
- Antonio Danieli
- Paola Del Din
- Pietro Ferraro
- Giovanni Fincato
- Antonio Furlan
- Antonio Giuriolo
- Giovanni Girardini
- Vito Olivetti
- Mario Pasi[11]
- Luigi Pierobon
- Otello Pighin
- Giacomo Prandina
- Bruno Viola
- Francesco Zaltron
- Angelo Giuseppe Zancanaro

- Benvenuto Volpato
- Dolfino Ortolan

## Fatti della Resistenza
- Strage di Oderzo
- Strage di Pedescala
- Strage della cartiera di Mignagola
- Strage di Bosco delle Castagne
- Eccidio di Schio
- Eccidio di Malga Zonta
- Eccidio di Borga
- Eccidio di Valdagno
- Eccidio di Santa Giustina in Colle
- Eccidio di Codevigo
- Sabotaggio del Tombion
- Eccidio di Castello di Godego
- Eccidio di Malga Silvagno

### Filmografia
- Il terrorista
- I piccoli maestri
- Il segreto di Italia